# لیتر (اسپانیا)

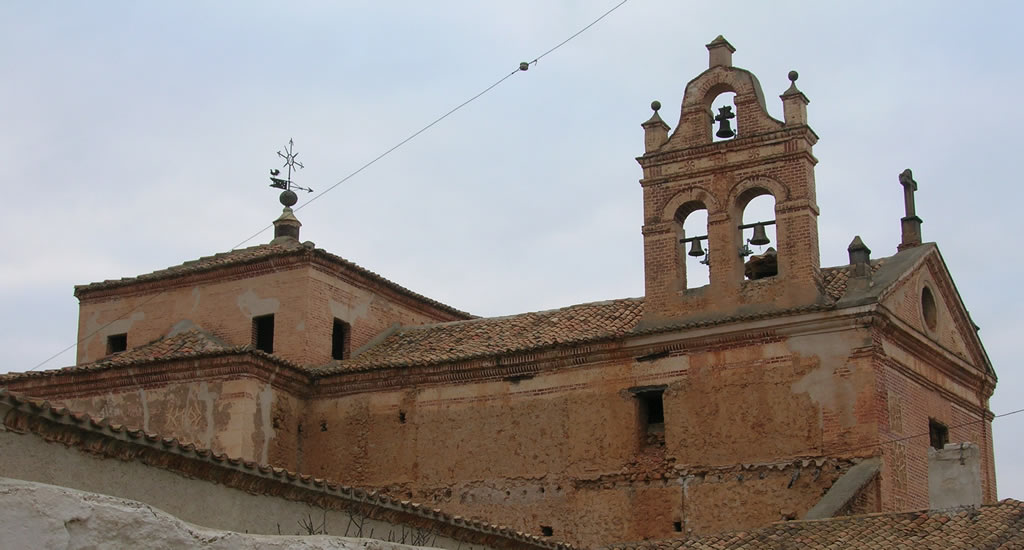
نمایی از یک قلعهٔ باستانی در دهستان لیِتُر، استان آلباسته - ۲۰۰۶

لیِتُر (اسپانیایی: Liétor‎) دهستانی در استان آلباستهٔ اسپانیا است. این دهستان ۱۵۳۷ نفر جمعیت دارد. مساحت آن ۳۱۱٫۴۰ کیلومتر مربع است.